# Pani Soffel
Pani Soffel (ang. Mrs. Soffel) – amerykański dramat obyczajowy z 1984 roku w reżyserii Gillian Armstrong. Zdjęcia do filmu kręcono w Pittsburghu i Wisconsin oraz w kanadyjskiej prowincji Ontario.

## Obsada
- Mel Gibson jako Ed Biddle
- Diane Keaton jako Kate Soffel
- Matthew Modine jako Jack Biddle
- Edward Herrmann jako Peter K. Soffel
- Terry O’Quinn jako detektyw Buck McGovern
- Trini Alvarado jako Irene Soffel
- Jennifer Dundas jako Margaret Soffel

## Nagrody i nominacje
Złote Globy 1984
- Najlepsza aktorka dramatyczna – Diane Keaton (nominacja)